# Călin Gruia
Călin Gruia (eigentlich Chirii Gurduz; * 21. März 1915 in Trifești/Rezina; † 9. Juli 1989 in Bukarest) war ein rumänischer Schriftsteller.

## Leben
Gruia besuchte die Schule und die Reserveoffiziersschule in Orhei und arbeitete von 1937 bis 1939 als Lehrer in Tvardita und Umbrăreşti. Seine ersten  Texte veröffentlichte er in den Zeitschriften Speranţa (1938) und Litanii de seară (1942). Er arbeitete für die Zeitschriften Roza und Basarabia literară in Chişinău und produzierte von 1951 bis 1969 Kindersendungen für den Rumänischen Hörfunk und das Rumänische Fernsehen. Er schrieb mehr als 50 Radioskripte für Kinder und Drehbücher für einige historische Spielfilme (u. a. Baladă pentru Măriuca, Vlad Ţepeş, Corbea, Ospăţul). Als Kinderbuchautor wurde Gruia mit mehreren Märchen- und Erzählungsbänden bekannt. Eine Sammlung von Gedichten aus drei Jahrzehnten erschien 1980 unter dem Titel În norii ce vin şi se duc. Außerdem war Gruia Autor mehrerer Romane.
1980 wurde er mit dem Preis des Bukarester Schriftstellerverbandes ausgezeichnet.

## Werke
- Nucul lui Toderiţă, Erzählungen (1952)
- Nuieluşa de alun, Märchen (1954)
- Izvorul fermecat, Märchen (1956)
- Minunata-mpărăţie cu palate de hârtie, Märchen (1957)
- Drumurile lumii, Märchen (1959)
- Poiana lunii, Märchen (1960)
- Vineri la amiază, Erzählungen (1962)
- Ograda, Roman (1965)
- De-a visele …, Roman (1966)
- Poveşti, Märchen (1967)
- Domniţa de rouă, Märchen (1969)
- Vântură-lume, Roman (1970)
- Cu ochii ca iarba, Erzählungen (1972)
- Ramura de măr înflorit, Märchen (1974)
- Acolo colinele ard …, Roman (1974)
- Peretele de lut, Erzählungen (1975)
- Scrisori pentru fluturi şi pietre, Erzählungen (1976)
- Moara lui Elisei, Erzählungen (1980)
- În norii ce vin şi se duc, Gedichte (1980)
- Pânzele mamei, Roman (1984)
- Nălucile nopţii, Erzählungen (1985)

## Hörspiele
- 1986: Das Märchen vom König Florin. Bearbeitung (Wort): Bodo Schulenburg; Regie: Norbert Speer (Hörspielbearbeitung, Kinderhörspiel) – Rundfunk der DDR